# Палац Собанських (Михайлівці)
Палац Собанських в Михайлівцях — палац разом із парком XVIII—XIX ст.
Михайлівці — старе поселення на Поділлі, на р. Жванець. Входило до «Снітківського ключа» дідицтва магнатів Язловецьких. У 1786 році дідичем Михайловець та Сніткова був Рафал Дзержек. Після його смерті Михайлівці успадкував його син — Андрей.

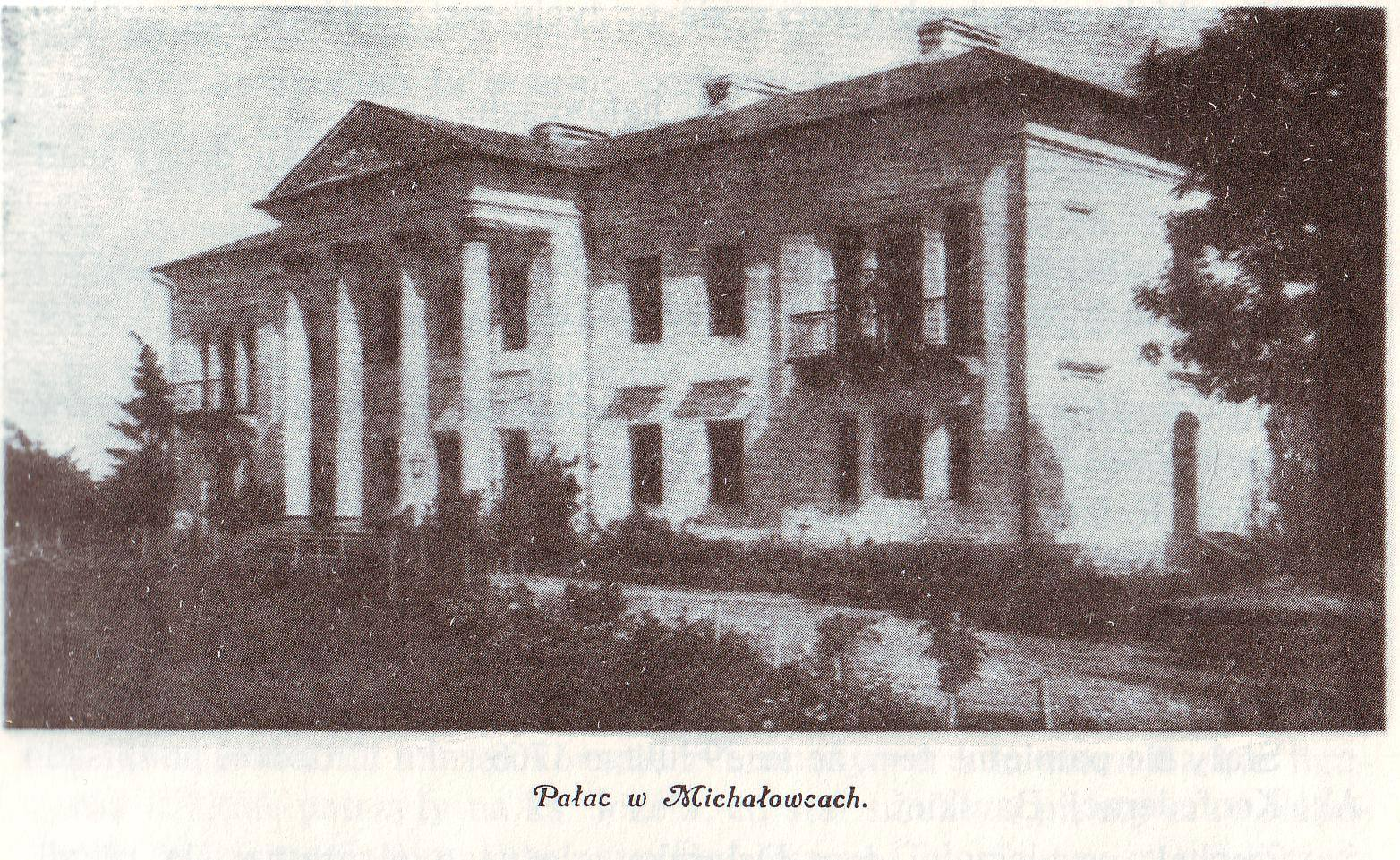
Палац садиби Собанських 18-19 ст.(фото з польської Вікіпедії, Варшава 1928 р.)

Андрей Дзержек заклав у Михайлівцях палац за проєктом італійського архітектора. Всередині палац був декорований також італійськими майстрами. В тих самих часах були збудовані палаци в Сніткові та Супівці, ймовірно тим самим архітектором.
Будівля палацу була двоповерховою, в поземному плані — видовжений прямокутник. Головний акцент фронтового фасаду був на портику з чотирма колонами іонійського ордеру, розташованих на однаковій відстані одна від одної. Колони увінчував трикутний причілок.